# ビュレット

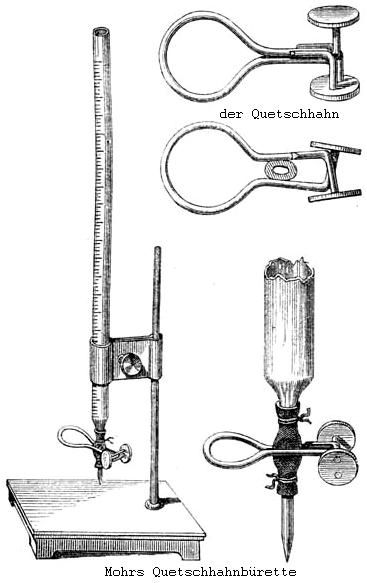
Mohrのピンチコック・ビュレット

ビュレット（英: burette、独: Bürette）は、分析化学の滴定（容量滴定）の時に使用し、滴下した液の容量を秤量するための実験器具。滴定用器具（出用容量器具）の一種である。

## 概要
構造は一定の内径をもつガラス管で、目盛は0.1ミリリットルごとのものが多い。
管内の液体を出したり止めたりするためガラスまたはテフロンでできた活栓（コック）が付いたものや、ゴム管付きでそれをピンチコックやガラスビーズで抑えた構造のものもある。また、空気圧で定位まで液を補充できる「オートビュレット」も汎用される。
色も透明（白色）、褐色がある。褐色のものは主に光分解を起こしやすい試薬(硝酸銀など)によって滴定を行う場合に用いられる。
滴下量を測定するため、目盛りは上のほうが0点となっている。目盛りは活栓が右にあるとき正面を向くよう刻まれているが、これは活栓を左手で操作し、容器を右手で操作するというビュレットの基本操作を行う場合便利なため。
正式な計量には国家検定を受けたビュレットを使用しなくてはならない。正式な検定を受けたものには検定マークが刻印されている。